# Branville
Pour les articles homonymes, voir Branville (homonymie).
Cet article possède un paronyme, voir Granville.
Branville est une commune française, située dans le département du Calvados en région Normandie, peuplée de 225 habitants.

## Géographie
| Saint-Vaast-en-Auge | Saint-Pierre-Azif |               |
| Heuland             | Branville         | Bourgeauville |
|                     | Danestal          | Annebault     |

### Hydrographie
La commune est située dans le bassin Seine-Normandie. Elle est drainée par le fossé 03 du Bourg, le cours d'eau 04 du Bourg, le ruisseau Douet Champion, le cours d'eau 03 des Fontaines, le ruisseau de la Fontaine Galleville et le cours d'eau 01 des Bois des Charreux,,.

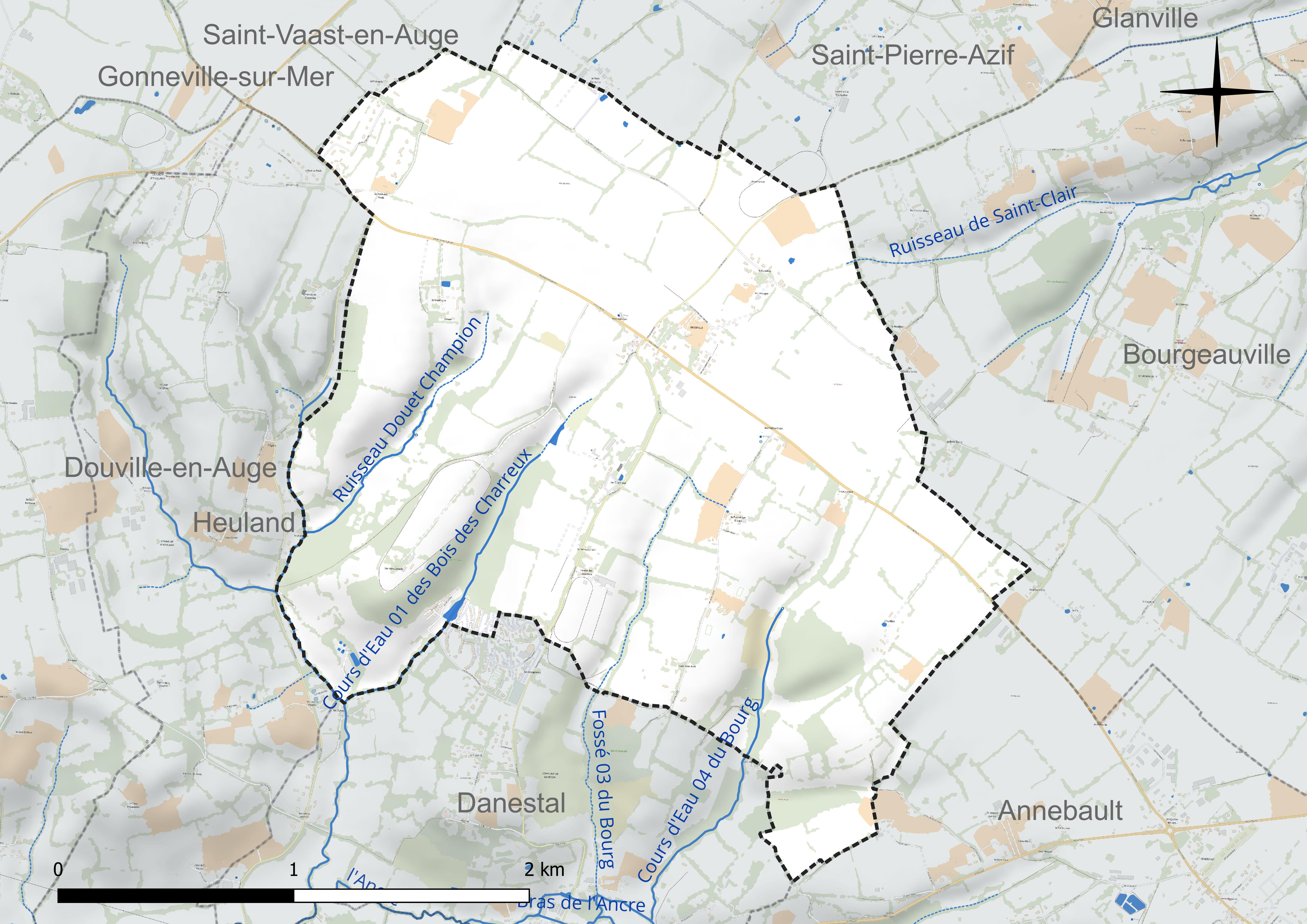
Réseau hydrographique de Branville.

### Climat
Pour des articles plus généraux, voir Climat de la Normandie et Climat du Calvados.
En 2010, le climat de la commune est de type climat océanique franc, selon une étude du CNRS s'appuyant sur une série de données couvrant la période 1971-2000. En 2020, Météo-France publie une typologie des climats de la France métropolitaine dans laquelle la commune est exposée à un climat océanique et est dans une zone de transition entre les régions climatiques « Côtes de la Manche orientale » et « Normandie (Cotentin, Orne) ». Parallèlement le GIEC normand, un groupe régional d'experts sur le climat, différencie quant à lui, dans une étude de 2020, trois grands types de climats pour la région Normandie, nuancés à une échelle plus fine par les facteurs géographiques locaux. La commune est, selon ce zonage, exposée à un « climat contrasté des collines », correspondant au Pays d'Auge, Lieuvin et Roumois, moins directement soumis aux flux océaniques et connaissant toutefois des précipitations assez marquées en raison des reliefs collinaires qui favorisent leur formation.
Pour la période 1971-2000, la température annuelle moyenne est de 10,2 °C, avec  une amplitude thermique annuelle de 12,6 °C. Le cumul annuel moyen de précipitations est de 856 mm, avec 12,6 jours de précipitations en janvier et 8,5 jours en juillet. Pour la période 1991-2020, la température moyenne annuelle observée sur la station météorologique la plus proche, située sur la commune de Deauville à 10 km à vol d'oiseau, est de 0,0 °C et le cumul annuel moyen de précipitations est de 0,0 mm. Pour l'avenir, les paramètres climatiques de la commune estimés pour 2050 selon différents scénarios d'émission de gaz à effet de serre sont consultables sur un site dédié publié par Météo-France en novembre 2022.

## Urbanisme

### Typologie
Au 1er janvier 2024, Branville est catégorisée commune rurale à habitat dispersé, selon la nouvelle grille communale de densité à 7 niveaux définie par l'Insee en 2022.
Elle est située hors unité urbaine. Par ailleurs la commune fait partie de l'aire d'attraction de Trouville-sur-Mer, dont elle est une commune de la couronne,. Cette aire, qui regroupe 35 communes, est catégorisée dans les aires de moins de 50 000 habitants,.

### Occupation des sols
L'occupation des sols de la commune, telle qu'elle ressort de la base de données européenne d'occupation biophysique des sols Corine Land Cover (CLC), est marquée par l'importance des territoires agricoles (100 % en 2018), une proportion identique à celle de 1990 (100 %). La répartition détaillée en 2018 est la suivante : 
prairies (51,4 %), terres arables (29,3 %), zones agricoles hétérogènes (19,3 %). L'évolution de l'occupation des sols de la commune et de ses infrastructures peut être observée sur les différentes représentations cartographiques du territoire : la carte de Cassini (XVIIIe siècle), la carte d'état-major (1820-1866) et les cartes ou photos aériennes de l'IGN pour la période actuelle (1950 à aujourd'hui).

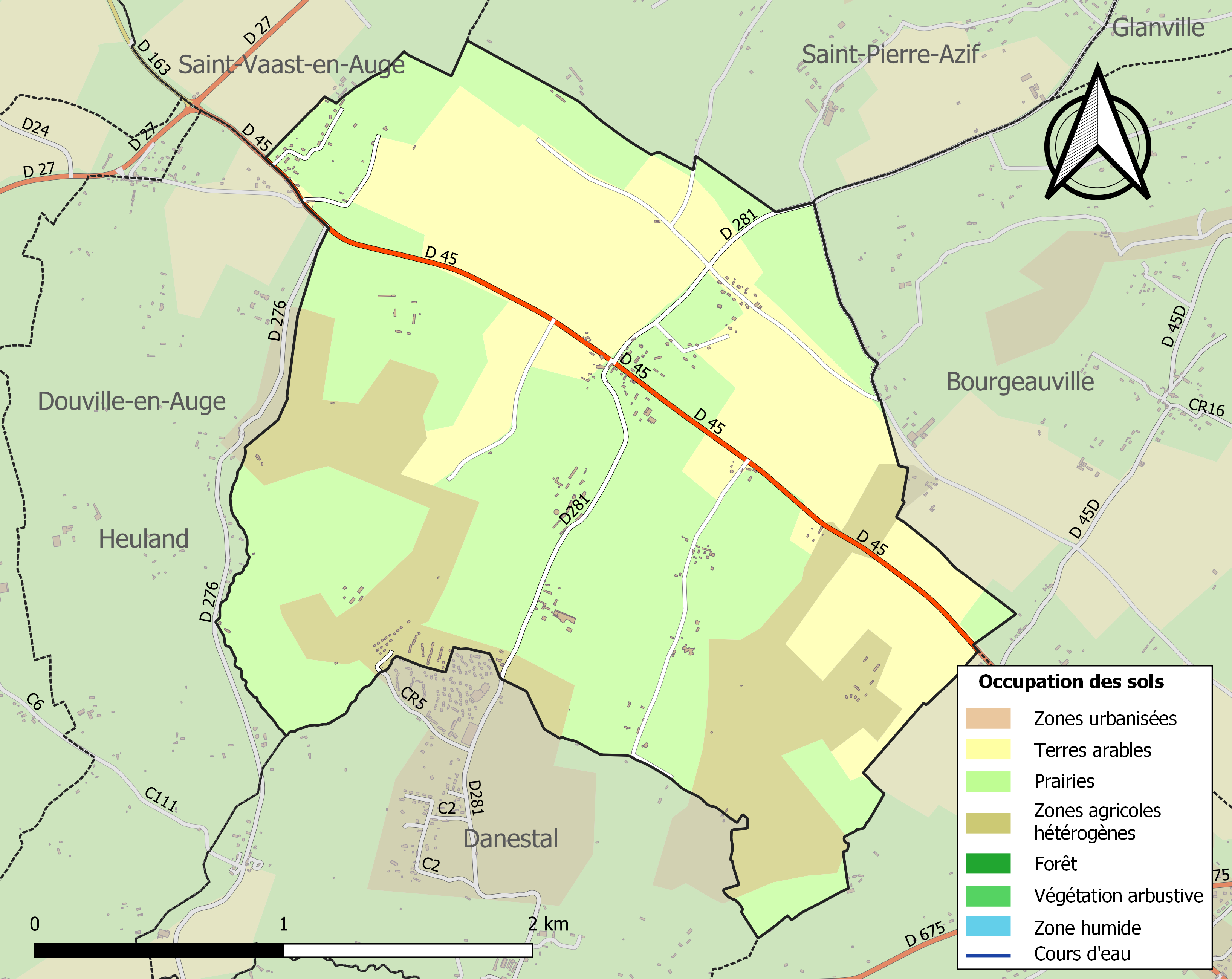
Carte des infrastructures et de l'occupation des sols de la commune en 2018 (CLC).

## Toponymie
Brande ville en 1030, Branda Villa en 1030, Branvilla et Brandevilla au XIVe siècle.

## Politique et administration
| Période                                  | Période    | Identité                    | Étiquette | Qualité                                         |
| ---------------------------------------- | ---------- | --------------------------- | --------- | ----------------------------------------------- |
| 1909                                     | 1954       | Camille Lepecq              | SE        | Conseiller d'arrondissement, conseiller général |
| 1954                                     | 1962       | - Main                      | SE        |                                                 |
| 1962                                     | 1972       | Paul Legrix                 | SE        |                                                 |
| 1972                                     | mars 2008  | Romuald de Pontbriand       | SE        | Chef d'entreprise                               |
| mars 2008                                | mai 2010   | Noël Joseph                 | SE        | Retraité agence funéraire                       |
| juin 2010                                | avril 2014 | Estelle Corneville-Kersebet | SE        | Agent technico commercial                       |
| avril 2014                               | En cours   | Stéphanie Clouet            | SE        |                                                 |
| Les données manquantes sont à compléter. |            |                             |           |                                                 |

Le nombre d'habitants, au dernier recensement, étant compris entre 100 et 499, le nombre de membres du conseil municipal est de 11.

## Démographie
L'évolution du nombre d'habitants est connue à travers les recensements de la population effectués dans la commune depuis 1793. Pour les communes de moins de 10 000 habitants, une enquête de recensement portant sur toute la population est réalisée tous les cinq ans, les populations de référence des années intermédiaires étant quant à elles estimées par interpolation ou extrapolation. Pour la commune, le premier recensement exhaustif entrant dans le cadre du nouveau dispositif a été réalisé en 2007.
En 2022, la commune comptait 225 habitants, en évolution de +10,29 % par rapport à 2016 (Calvados : +1,58 %, France hors Mayotte : +2,11 %).
| 1793 | 1800 | 1806 | 1821 | 1831 | 1836 | 1841 | 1846 | 1851 |
| ---- | ---- | ---- | ---- | ---- | ---- | ---- | ---- | ---- |
| 173  | 215  | 271  | 238  | 221  | 271  | 262  | 255  | 206  |

| 1856 | 1861 | 1866 | 1872 | 1876 | 1881 | 1886 | 1891 | 1896 |
| ---- | ---- | ---- | ---- | ---- | ---- | ---- | ---- | ---- |
| 200  | 204  | 176  | 169  | 189  | 200  | 188  | 179  | 197  |

| 1901 | 1906 | 1911 | 1921 | 1926 | 1931 | 1936 | 1946 | 1954 |
| ---- | ---- | ---- | ---- | ---- | ---- | ---- | ---- | ---- |
| 184  | 172  | 159  | 141  | 141  | 148  | 155  | 175  | 173  |

| 1962 | 1968 | 1975 | 1982 | 1990 | 1999 | 2006 | 2007 | 2012 |
| ---- | ---- | ---- | ---- | ---- | ---- | ---- | ---- | ---- |
| 157  | 136  | 132  | 151  | 145  | 147  | 188  | 194  | 198  |

| 2017 | 2022 | - | - | - | - | - | - | - |
| ---- | ---- | - | - | - | - | - | - | - |
| 196  | 225  | - | - | - | - | - | - | - |

## Économie
- Élevage : bovins, moutons et même des ânes.
- Culture : maïs, pommes (cidre et calvados).
- Haras : élevage et entrainement de chevaux de course.

## Lieux et monuments
- Église Saint-Germain qui fait l'objet d'une inscription au titre des monuments historiques[29] dont seule une partie est accessible au public, la voûte étant fendue.
- Ancienne école fermée depuis très longtemps.
- Maisons à colombages et chaumières.
- Croix de Rollon au carrefour de la Mare aux Poids[Note 5]. La légende prétend que Rollon suspendait à cette croix des bracelets en or et autres objets de valeur pour prouver aux yeux de tous qu'aucun voleur n'osait enfreindre ses lois[30],[Note 6].

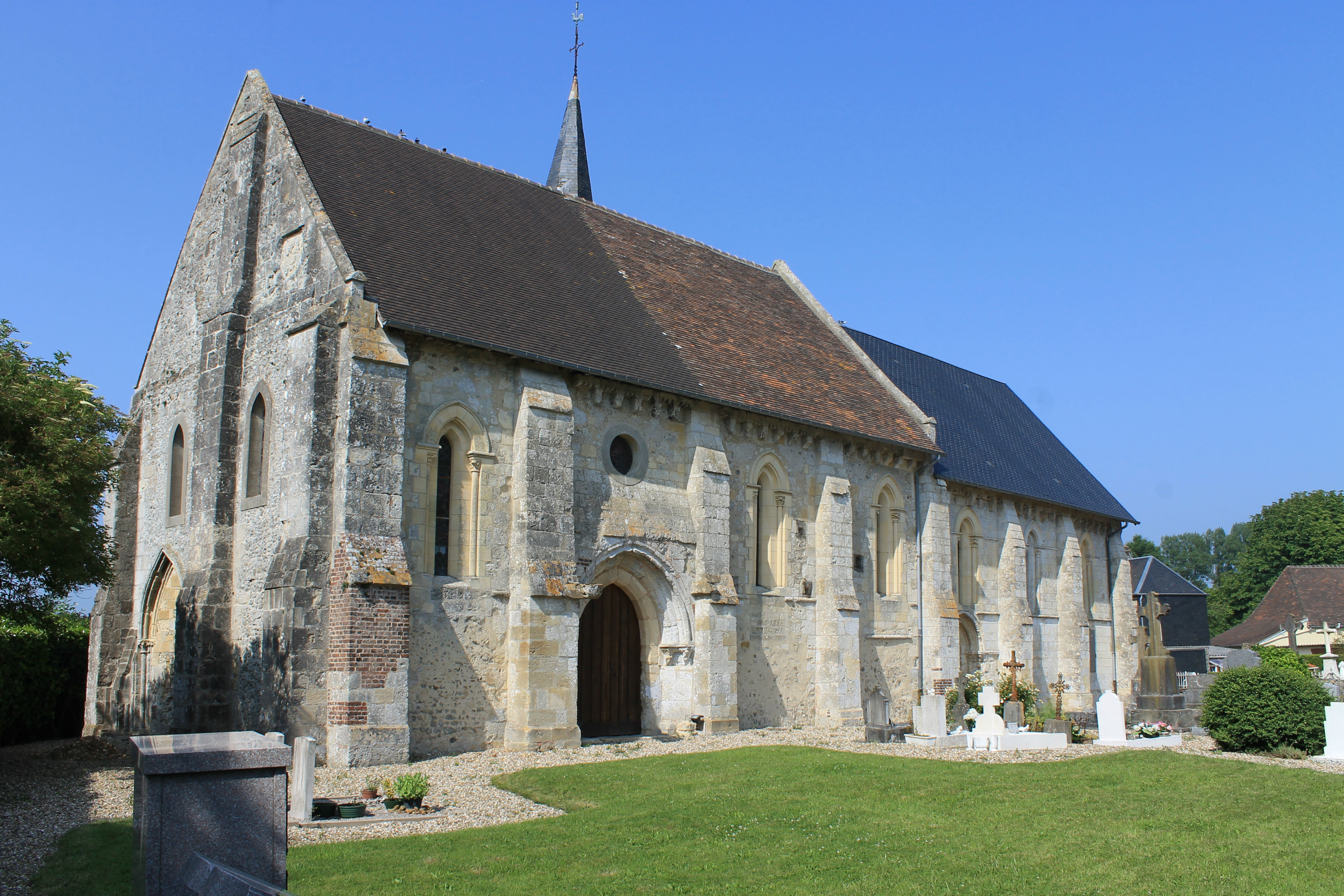
L'église Saint-Germain.
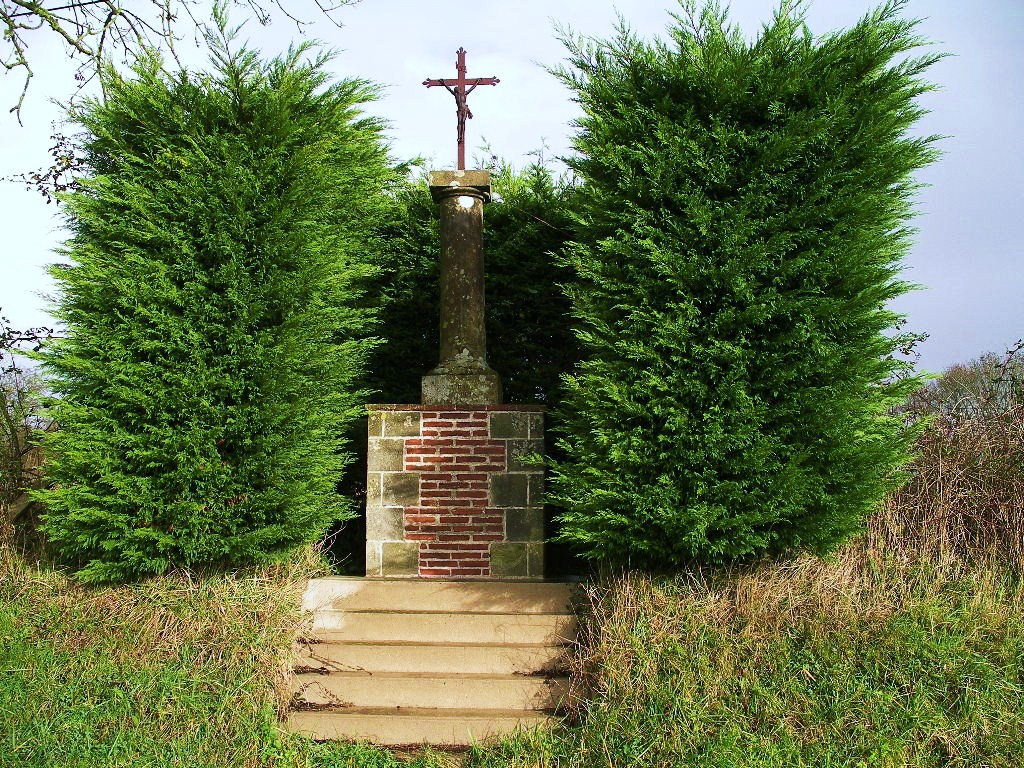
La croix de Rollon.
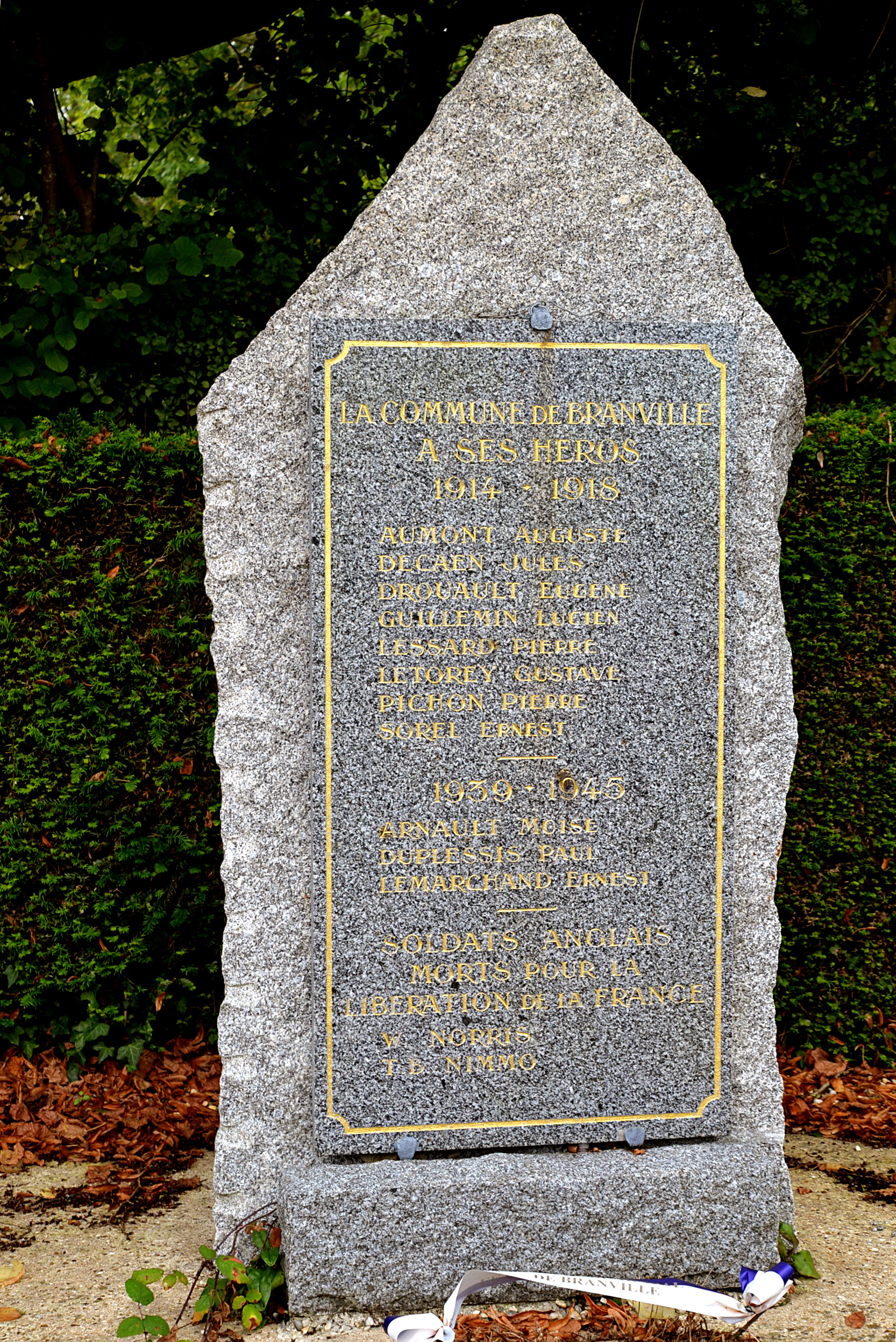
Stèle commémorative 14-18 et 39-45.